# 長浜の戦い
長浜の戦い（ながはまのたたかい）は永禄3年（1560年）5月28日に戦国時代の土佐国に割拠していた長宗我部氏と本山氏の間で行われた合戦。長浜表の戦いとも呼ばれる。長浜の戦いの本戦である戸ノ本での戦いは、長宗我部元親が初陣を飾った戦いである。

## 背景
応仁の乱後、守護細川氏による統治体制が弱まった土佐では「七雄」と呼ばれる領主が台頭、割拠し、その中でも細川家の有力被官であった長宗我部氏が勢力を伸ばした。ときの当主・長宗我部文兼は戦乱を逃れるために上方から下ってきた一条教房を国司に迎え、一条氏を盟主とする国人の共同体を成すことで、土佐国内は安定を見る。一時的に衰退したとはいえ勢力を取り戻した細川氏の後ろ盾に加え、新たに一条氏の威光を得た長宗我部氏はその後数代に渡って発言力を強め、国親の父にあたる兼序もまた領国の統治・勢力拡大にあたった。
しかし兼序は文武に優れた人物であった反面、次第に傲慢な振る舞いが目立つようになる。永正4年（1507年）の政変により細川政元が暗殺され、再び情勢が不安定に陥る（永正の錯乱）と、国人衆の不満が募り、本山氏を中心に大平氏・吉良氏・山田氏などの反長宗我部連合軍が興った。兼序はこれを迎え撃つが、最後は居城である岡豊城に追い詰められ自害。兼序の嫡男・国親は一条房家を頼って逃走するが、その勢力は後退し、この一件は長宗我部氏と本山氏の因縁の発端となった。また、細川氏の影響力が事実上消滅した国内における室町幕府の支配体系は崩壊し、土佐は諸氏が争う戦国時代へと突入する。
一条氏の庇護を受けた国親は永正15年（1518年）に旧領・岡豊への復帰を果たす。国親は吉田孝頼らの後見のもとで長宗我部家の復権に努め、山田氏、香宗我部氏、吉良氏らを併呑して勢力を拡大する傍ら、一領具足を考案・導入して富国強兵を推し進めた。一方で当時の土佐国内で実力者となっていた本山氏の当主・本山茂宗（梅慶）に対しては、娘を茂宗の嫡男・本山茂辰に嫁がせて縁戚関係を結んだ。この頃にはかつての七雄のうち、生き残ったのは長宗我部氏と本山氏、安芸氏のみとなっている。
天文24年（1555年）に茂宗が死去すると、国親は本山氏への圧力を強める。これに対して茂宗の跡を継いだ茂辰は、種崎城に舟で輸送されていた長宗我部方の兵糧を、浦戸湾において配下である潮江の住民に略奪させるなどして報復に乗り出し、両者の関係は緊迫する。

## 合戦経過
国親は本山領への侵攻を企図するが、本山方の前線にあった長浜城（高知市）の守りは堅く、攻略は容易ではなかった。しかしその城門は経年により腐朽し始めており、茂辰は築城技術に長けていた嘗ては国親の家臣だった福留右馬丞を雇い入れて門の建て替えを命じる。この報を入手した国親は福留に使者を送り、帰参を許したうえで所領を与えるとの約束で、福留に内部より城門を開かせるよう謀った。
永禄3年（1560年）5月27日、国親は種崎城から長浜城に夜襲をかける。長宗我部方が福留の手引きにより城門を突破すると、城兵はほぼ無抵抗で城を明け渡し、本山氏の本拠地である本山城に集結した。
翌28日朝、長宗我部軍は長浜城から南の慶雲寺に出陣、一方の本山軍はその西の日出野に陣を構えた。午前十時頃から両軍は激突する（戸ノ本の戦い）。当初は数で勝る本山軍が優位に戦いを進めるが、一刻にわたる乱戦の末に長宗我部軍が本山軍を押し返し、茂辰は浦戸城へ退く。追撃する長宗我部軍は南北の海岸線に舟を配置して浦戸城を封鎖、陸にも柵を築いて包囲をかけたが、国親が急病を発したため数日後に退却した。
長宗我部国親の嫡男・元親はこの戸ノ本での戦いが22歳での遅い初陣となったが、周囲に「姫若子（ひめわこ）」とからかわれるほど虚弱で、出陣前に家臣である秦泉寺豊後から槍の使い方の指導を受けるという有様であった。しかしいざ戦闘が開始されると、元親は50騎を率いて70余の首を上げ、自らも騎馬武者を2人討ち取るという戦いぶりを見せた。さらに元親は勝戦の余勢を駆り、国親らの制止を振り切って本山方の支城・潮江城(現筆山公園)を無人と踏んで突入、城を奪取した。この別人のような活躍に、元親は以後「鬼若子」「出来人」と畏怖されるようになったという。なお、元親の弟の親貞もこの戦いで初陣を飾っている。

## 戦後の影響
兵力で勝っていたにもかかわらず敗退し、多数の拠点を長宗我部氏に奪われたこの合戦は本山氏に大きな影を落とした。『土佐物語』巻四にも「上下周章騒ぐ事斜ならず。域々大きに恐怖す」と、本山方の様子が記されている。しかし直接対決に勝利したものの、国親は本山氏に止めを刺す寸前で病による退却を余儀なくされ、岡豊城での治療も功を奏せず間もなく死去する。国親は元親に「本山を駆逐することが一番の供養になると心得よ」と遺言し、無念を滲ませたと言われる。
跡を継いだ元親は調略を駆使して本山氏の切り崩しを行い、2年後の永禄5年（1562年）に茂辰が籠る朝倉城を破棄させて勢力を削ぐと、その子・親茂が長宗我部氏に降伏した。
その後、一条氏からの脱却を図った元親は永禄12年（1569年）に一条兼定と結んだ安芸国虎を滅ぼし、天正3年（1575年）には一条氏を四万十川の戦いで粉砕、土佐の統一を完成させた。元親はさらに四国の平定を目指し、飛躍していくことになる。

## 参考書籍
- 山本大編『長宗我部元親のすべて』（新人物往来社、1989年）